# Сірус Дінмохаммаді
Сірус Дінмохаммаді (перс. سیروس دین‌محمدی‎, нар. 2 липня 1970, Тебриз) — іранський футболіст, що грав на позиції півзахисника. По завершенні ігрової кар'єри — тренер. З 2017 року очолює тренерський штаб команди «Шахрдарі» (Тебриз).
Виступав за низку іранських команд, німецький «Майнц 05», а також національну збірну Ірану, у складі якої був учасником чемпіонату світу 1998 року.

## Клубна кар'єра
У дорослому футболі дебютував 1992 року виступами за команду клубу «Трактор Сазі», в якій провів п'ять сезонів. 
Згодом з 1997 по 2003 рік грав у складі «Шахрдарі» (Тебриз), «Естеглала» і німецького «Майнц 05».
Завершив професійну ігрову кар'єру у клубі «Пегах», за команду якого виступав протягом 2003—2005 років.

## Виступи за збірну
1993 року дебютував в офіційних матчах у складі національної збірної Ірану. Протягом кар'єри у національній команді, яка тривала 9 років, провів у формі головної команди країни 39 матчів, забивши 6 голів.
У складі збірної був учасником кубка Азії з футболу 1996 року в ОАЕ, на якому команда здобула бронзові нагороди, а також чемпіонату світу 1998 року у Франції. На обох турнірах провів по одній грі.

## Кар'єра тренера
2013 року очолив команду дублерів клубу «Естеглал», а за два роки став асистентом головного тренера основної команди.
2017 року став головним тренером клубу «Рах Ахан», Того ж року очолив тренерський штаб команди «Шахрдарі» (Тебриз).

## Титули і досягнення
- Бронзовий призер Кубка Азії: 1996